# تلویزیون افغان
تلویزیون افغان یکی از شبکه‌های تلویزیونی خصوصی افغانستان است که مالک آن تاجر اهل افغانستان احمد شاه افغانزای می‌باشد و در سال ۲۰۰۴ شروع بکار کرده‌است.این تلویزیون به مدیریت آقای محمد همایون سپهر اداره می‌شود.